# North Rona
Rona (tiếng Gael Scotland: Rònaigh) là một hòn đảo xa xôi của Scotland ở miền Bắc Đại Tây Dương. Rona thường được gọi là North Rona để phân biệt với South Rona (một đảo nhỏ khác, nằm ở Inner Hebrides). Nó rộng 109 hécta (270 mẫu Anh) với nơi cao nhất đạt 108 mét (354 ft). Hòn đảo này thuộc hạt Ross-shire (Ross and Cromarty).
Rona cách Cape Wrath 71 kilômét (44 mi) về phía tây bắc, cách Butt of Lewis cũng chừng 71 kilômét (44 mi) về phía bắc-đông bắc và cách Sula Sgeir 18 kilômét (11 mi) về phía đông. Hẻo lánh hơn cả St Kilda, đây là đảo xa xôi nhất trong quần đảo Anh từng có con người định cư. Đây cũng là "hàng xóm" gần nhất với quần đảo Faroe. Do vị trí xa xôi cùng diện tích nhỏ bé, nó thường bị bỏ qua trong nhiều bản đồ Vương quốc Liên hiệp Anh và Bắc Ireland.

## Địa danh
Cái tên "Rona" có lẽ bắt nguồn từ hraun-øy, nghĩa là "đảo xù xì" trong tiếng Bắc Âu cổ, hoặc ghép từ ròn ("cải cẩu" trong tiếng Gael Scotland) và øy ("đảo" trong tiếng Bắc Âu cổ). Một giả thuyết nữa là nó được đặt tên theo thánh Ronan. Từ tiếng Anh "North" (Bắc) đôi lúc được thêm vào nhằm phân biệt nó với một đảo khác ngoài khơi Skye cũng mang tên Rona. Trong tiếng Gael, nó có tên dài Rònaigh an Daimh, nghĩa đen là "Rona xứ bò/nai" nhưng có lẽ bắt nguồn từ Rònaigh an Taibh, với từ tàbh nghĩa là "đại dương" và do vậy có nghĩa "Rona nơi biển cả".